# Oh My God (canción de (G)I-dle)
«Oh My God» es una canción grabada por el grupo femenino surcoreano (G)I-dle, lanzada el 6 de abril de 2020 por Cube Entertainment como parte de su miniálbum I Trust. Fue compuesta por Soyeon (miembro y líder del grupo) y su antiguo colaborador Yummy Tone. Esta canción cuenta con la versión coreana, pero además tiene una versión inglesa que fue traducida por Lauren Kaori.
En Corea del Sur, la canción debutó y alcanzó el número 15 en el Gaon Digital Chart y además, alcanzó el éxito internacional, llegando al número tres en la lista de canciones digitales mundiales de Billboard. «Oh My God» debutó en las listas de varios países, incluidos Hungría, Tailandia y Escocia. Desde su debut, el video musical ha recibido más de 79 millones de visitas y 1.4 millones de me gusta en YouTube.

## Composición y letra
«Oh My God» está disponible tanto en coreano como en inglés. Según Miyeon, incluyeron la versión inglesa especialmente para las y los fanes que asistirían al tour I-Land: Who Am I", actualmente pospuesto. «Oh My God» fue escrito y coproducido por la líder del grupo Soyeon, quien además compuso otras canciones populares del grupo, como «Latata» y «Lion».
La canción se conceptualizó en torno al tema de la "autoconfianza" cuando uno se encuentra con la realidad y experimenta sentimientos de rechazo, confusión, reconocimiento y dignidad. Es una pista urbana de hip hop en la que se destacan las marcadas diferencias de ritmo que corresponden a los cambios atmosféricos dentro de la canción. El ambiente de fantasía y la producción audaz están liderados por un sonido de piano vintage y un fuerte bajo 808. La canción es oscura, con letras que difieren en los contrastes (luz y oscuridad, pureza y pecado) para comunicar la idea de que la verdadera divinidad proviene de conocerse y confiar en sí mismo.
Las letras concretas "Oh my god /  she took me to the sky / Oh my god /  she show me all the stars" hacen cuestionar al oyente sobre a quien se está refiriendo. Soyeon respondió que la imaginería y las letras representan el amor en muchas formas, y que dejaba al propio oyente para que lo interpretara a su propia manera.
La canción está escrita en tercera persona, ya que simboliza el desapego del pasado de uno mismo para mostrar que ahora son una mejor persona.

## Promoción
(G)I-dle tuvo dos versiones de coreografía, una de negro (diablo) y otra de blanco (ángel) para actuar en los espectáculos de música. El 9 de abril, el grupo actuó con la canción principal por primera vez en el programa M Countdown del canal Mnet, actuando con la versión negra, seguido por más actuaciones en Music Bank del canal KBS para la versión blanca, en Show! Music Core de MBC e Inkigayo de SBS.

## Rendimiento comercial
«Oh My God» debutó en el top 8 de las más altas listas de música a tiempo real, incluyendo el número 1 en tres listas de música: Bugs, Genie y Naver, consiguiendo esa posición en la lista de música desde «Hann» en 2018. También debutó en el número 97 en Escocia y en el número 24 en Hungría, consiguiendo su primera aparición en una lista europea. La canción también consiguió el número uno en la popular lista de música NetEase Cloud Music China, en la lista de canciones nuevas y en la lista semanal de canciones k-pop desde que se lanzó.

## Reconocimientos

### Premios y nominaciones
| Año  | Evento                                   | Premio                              | Resultado | Ref.  |
| ---- | ---------------------------------------- | ----------------------------------- | --------- | ----- |
| 2020 | BreakTudo Awards                         | Vídeo musical internacional del año | Ganador   | [ 1 ] |
| 2020 | EuroKpop Awards                          | Mejor vídeo musical femenino        | Ganador   | [ 2 ] |
| 2020 | JOOX Hong Kong Top Music Awards Season 2 | Top 20 K-pop Songs                  | Nominado  | [ 3 ] |
| 2020 | MTV Video Music Awards                   | Mejor vídeo de k-pop                | Nominado  | [ 4 ] |
| 2020 | Prêmio Anual K4US                        | Música del año                      | Nominado  | [ 5 ] |
| 2020 | TB20 Kpop Music Awards                   | Canción del año                     | Nominado  | [ 6 ] |
| 2021 | Golden Disc Awards                       | Mejor Performance                   | Ganador   |       |
| 2021 | HallyuLife Awards                        | Canción del año                     | Pendiente | [ 7 ] |
| 2021 | HallyuLife Awards                        | Vídeo musical del año               | Pendiente | [ 7 ] |

### Premios en programas de música
| Programa               | Fecha               |
| ---------------------- | ------------------- |
| M Contdown (Mnet)      | 16 de abril de 2020 |
| Music Bank (KBS)       | 17 de abril de 2020 |
| Show! Music Core (MBC) | 18 de abril de 2020 |
| Inkigayo (SBS)         | 19 de abril de 2020 |

### Listados
| Publicación              | Lista                                         | Ranking  | Ref.   |
| ------------------------ | --------------------------------------------- | -------- | ------ |
| BuzzFeed                 | 35 Songs That Helped Define K-Pop In 2020     | 17º      | [ 8 ]  |
| Dazed                    | The 40 best K-pop songs of 2020               | 18º      | [ 9 ]  |
| Hypebae                  | Best K-Pop Songs and Music Videos of 2020     | Incluida | [ 10 ] |
| Paper                    | The 40 Best K-Pop Songs of 2020               | 28º      | [ 11 ] |
| South China Morning Post | The best 15 singles from K-pop groups in 2020 | Incluida | [ 12 ] |

## Posicionamiento en listas
| Listas (2020)                                       | Posición más alta |
| --------------------------------------------------- | ----------------- |
| Corea del Sur (Gaon Chart)                          | 15                |
| Corea del Sur (K-Pop Hot 100)                       | 10                |
| Escocia (OCC)                                       | 97                |
| Estados Unidos (Billboard World Digital Song Sales) | 3                 |
| Filipinas (Myx)                                     | 1                 |
| Hungría (Single Top 40)                             | 24                |
| Singapur (RIAS)                                     | 21                |
| Tailandia (Music Weekly)                            | 9                 |

## Historial de lanzamiento
| Región        | Fecha              | Formato                    | Distribuidor                                  |
| ------------- | ------------------ | -------------------------- | --------------------------------------------- |
| Corea del Sur | 6 de abril de 2020 | Descarga digital streaming | Cube Entertainment, Kakao M, U-Cube, Republic |